# 古田台出入口
古田台出入口（ふるただいでいりぐち）は、広島県広島市西区にある草津沼田道路の出入口である。草津方面のみ出入口のハーフインターチェンジとなっている。

## 道路
- 草津沼田道路

## 元料金所
1999年（平成11年）4月1日に草津方面のみ対応するハーフインターチェンジの古田台出入口が整備された時には機械式の料金所が設けられていた。 料金徴収は、道路整備特別措置法に基づく整備許可に伴い25年の期限付きで認められていたため、2010年（平成22年）3月19日で料金徴収期間を終え、その翌20日午前0時から全面的に無料化された。古田台出入口については、無料化後はしばらくの間使用を取りやめていたが、4月末に料金所撤去が終わり使用が再開された。

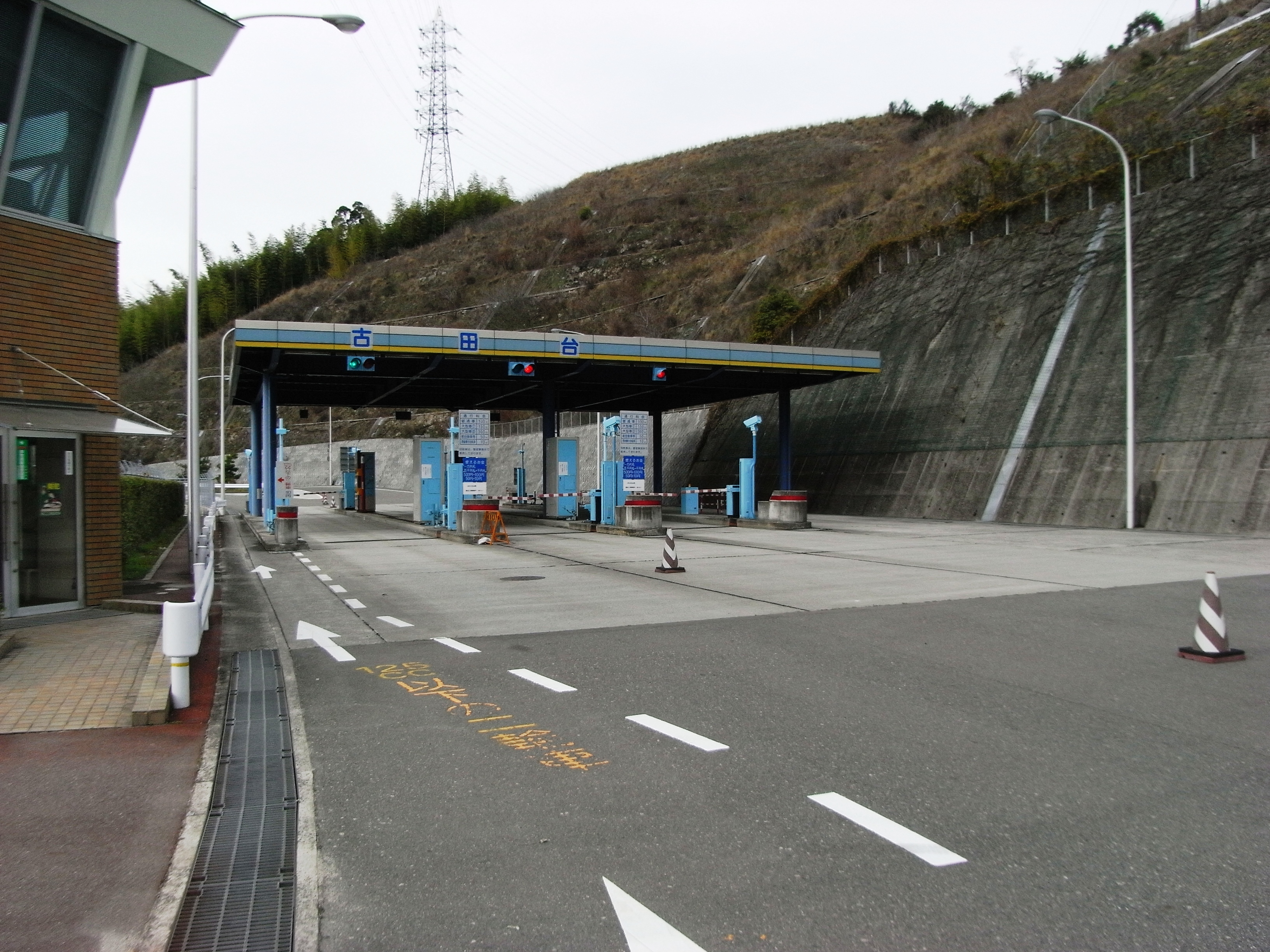
古田台出入口（有料時代）
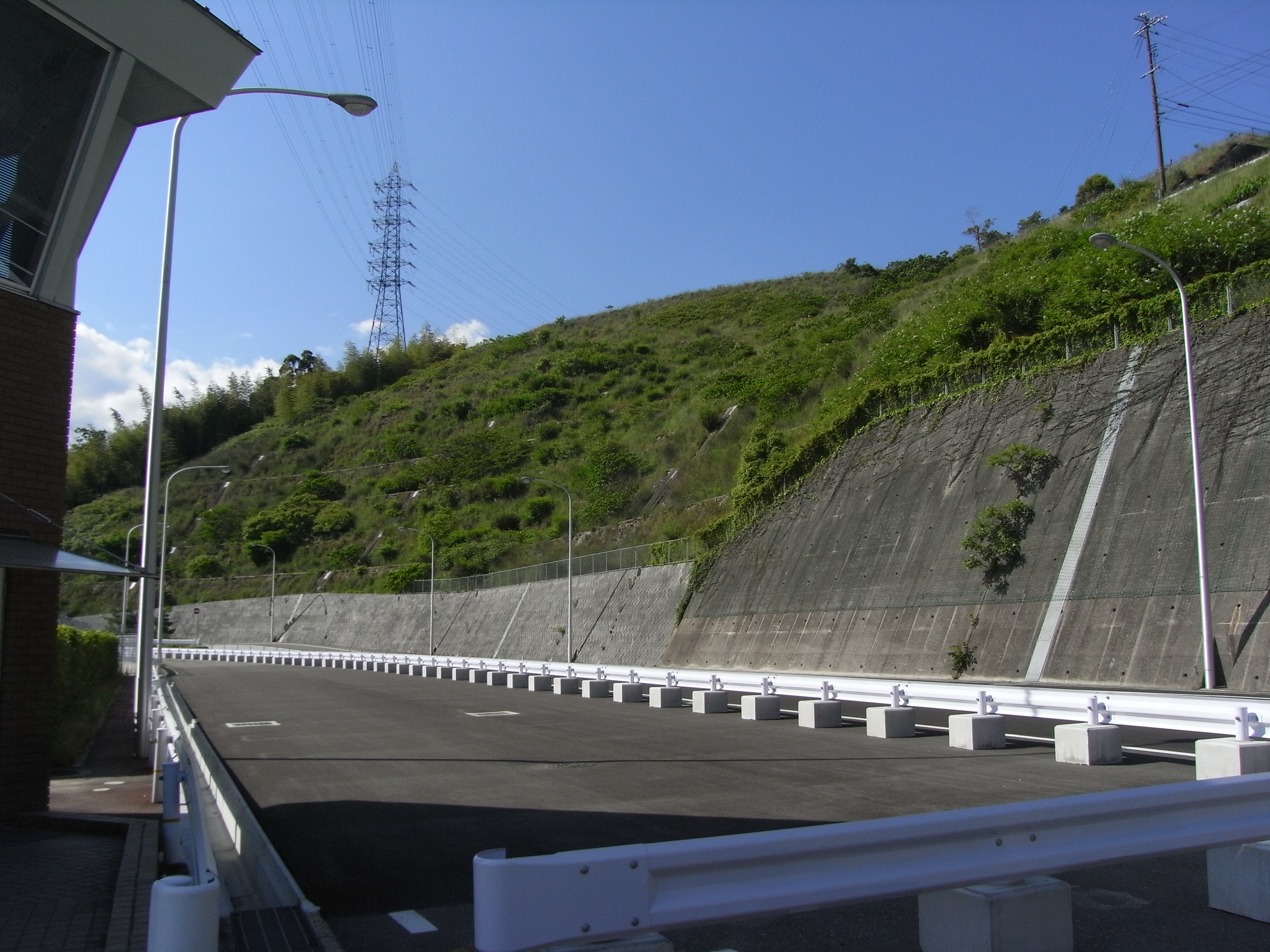
古田台出入口（無料時代）

## 周辺
- 古田台
- 美鈴が丘

## 隣
草津沼田道路
草津出入口 - 古田台出入口 - 沼田出入口